# World Games/Racquetball
Die World Games sind alle vier Jahre ein wichtiges Ereignis für die nichtolympische Sportart Racquetball. Die Spiele werden von der International World Games Association – IWGA ausgerichtet. Racquetball war 1985, 1993 und 2009 bei den World Games vertreten.

## World Games 1985
Die 2. World Games wurden vom 3. bis 4. August 1985 im britischen London ausgetragen.
| Disziplin          | Gold         | Silber            | Bronze        |
| ------------------ | ------------ | ----------------- | ------------- |
| Racquetball Damen  | Cindy Baxter | Carol Dupuy       | Crystal Fried |
| Racquetball Herren | Andy Roberts | Roger Harripersad | Ed Andrews    |

## World Games 1993
Die 4. World Games wurden vom im niederländischen Den Haag ausgetragen.
| Disziplin          | Gold             | Silber       | Bronze            |
| ------------------ | ---------------- | ------------ | ----------------- |
| Racquetball Damen  | Michelle Gould   | Malia Bailey | Carol McFetridge  |
| Racquetball Herren | Michael Bronfeld | John Ellis   | Sherman Greenfeld |

## World Games 2009
Die 8. World Games wurden vom 16. bis 26. Juli 2009 im taiwanischen Kaohsiung ausgetragen.
| Disziplin          | Gold           | Silber         | Bronze         |
| ------------------ | -------------- | -------------- | -------------- |
| Racquetball Damen  | Paola Longoria | Rhonda Rajsich | Angela Grisar  |
| Racquetball Herren | Jack Huczek    | Rocky Carson   | Vincent Gagnon |